# トイイズム

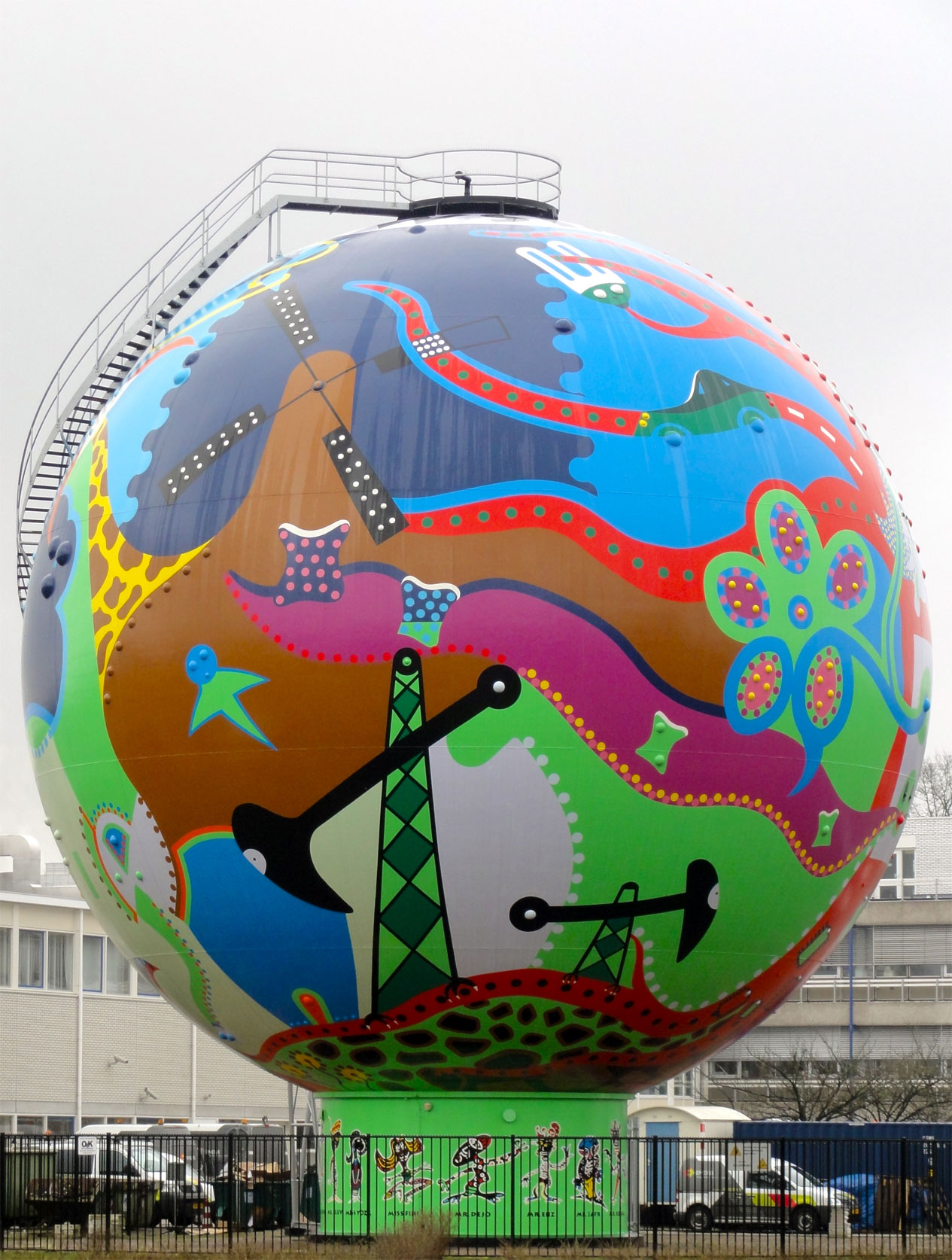
エメンのドルドセ通り（Dordse straat）にある「De Stip – エネルギーと共存する」

トイイズム（Toyism）とは、1990年、オランダのエメン（Emmen）で始まった現代美術の活動で、トイイズムという言葉は、遊び心いっぱいの作品とその背景にある哲学を象徴している。接尾辞のイズム（ism）とは、芸術や宗教的な主義主張に基づいた活動や動向をさすが、トイイズムにおける遊び心（ゲーム）が、斬新で、批判的で、繊細な視点を持って、現実社会を表現するための重要な事柄なのである。

## 起源

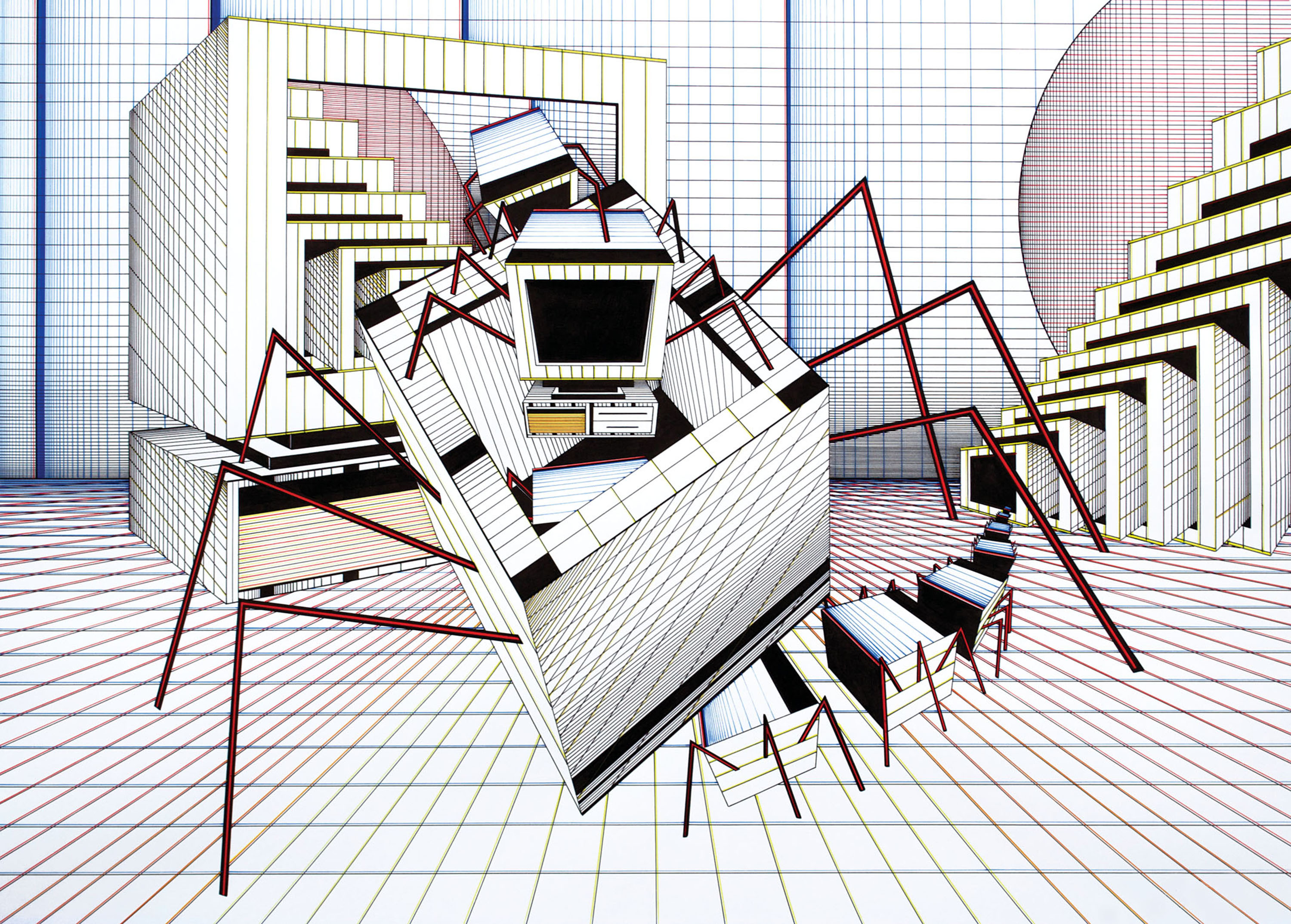
「コンピュータ蜘蛛の脱出」Dejo 作　1990年

芸術運動としてのトイイズムは、「すべてが許される」という時代であった1970年代から1990年代に存在した個人主義のポストモダニズムに反動している。トイイズムという名前は、1990年にトイイスト（Toyist）である Dejo が「コンピュータ蜘蛛の脱出」と題したグラフィックアート作品を作成した事に起源する。この Dejo の作品とそれと似た作品が、1990年代初頭のトイイズムのスタイルの起源となった。しかし、それらを目録にするまでに、さらに二年間かかった。1992年9月5日、エメン出身のアーティスト兼ミュージシャンである Dejo（芸名）が、「マザー(母）」（オランダ語:Moder、英語: Mother）という名のマニフェスト（manifesto）を作成し、トイイズムを世の中に紹介した。

## 歴史
トイイズムの活動は、1992年から2000年と、2002年から現在までの２つの時期にわけられる。

### 1992年 - 2000年
マニフェスト作成から二ヶ月後、エメン出身のアーティスト2人が活動に加わった。この頃の作品は、超現実主義的（シュルレアリスム）な作風になるよう、コンピューター、スペースシャトル、くまのぬいぐるみといった決められたアイコン（像）を彼らの絵画の中に再現しようとしたものがほとんどであった。これらのアイコンは、活動に参加したアーティストを表わしていた。1993年2月24日、最初の展覧会がフェーンパーク（Het Veenpark）で行われ、その1年後に基礎となる作品がニューヨーク市で公開された。この作品は、任天堂のゲームキャラクター、スーパーマリオからインスピレーションを得ており、それぞれの部位を単一色で塗りつぶし、極度に単純化した構成要素をフィギュラティヴな手法で描いたものであった。彼らアーティスト三人が解散した後、創始者である Dejo は、トイイズムをさらに国際的で開かれたものにする為に、世界を旅する決心をした。

### 2002年
世界旅行から戻ると、Dejo は、他のアーティスト達が活動に参加できるよう、マニフェストを書きなおした。2002年以降、トイイズムのグループは、世界各国からのアーティスト（タイ、南アフリカ共和国、マレーシア、アメリカ合衆国、アイスランド、メキシコ、ペルー、イタリア、オーストラリア、カナダ、ベルギー、オランダ、ルーマニア）の参加により、急激に大きくなっていった。

### 現在
現在までに、トイイスト達は、絵画から彫刻、建築にいたる777作品を創作している。2015年、彼らはそれまで拠点としていたエメンのスタジオ兼美術館からフローニンゲン市（Groningen）に活動拠点を移し、現在はフローニンゲン博物館の隣のヴィラヘイマンズ館（Villa Heymans）の中に画廊を所有している。

## 哲学
トイイズムでは、アーティスト達は個人で活動するのではなく、集合体として活動する事を哲学とする。よって、アーティストの間にはライバル意識はなく、特定のアーティストが他のアーティストよりも重要または有名であるという事はない。トイイズムにおいては、作品自体が、それを創作したアーティスト自身よりも重要なのである。トイイスト達は個人で作品を創作する事もあるが、グループで活動する場合が多く、その為、創作された作品はグループの中の誰か一個人のみの作品とはみなされない。

## マニフェスト（声明文）
マザーという非公開のマニフェスト(声明文) には、構成要素のえのぐの配合が含まれており、それは、主に絵画、のちに彫刻、シルクスクリーン、アクセサリーやガラス工芸の中で表現されている。マニフェストは、活動に参加するアーティストにのみ公開される事になっている。トイイズムにおいて、創作された作品は、マザーと一人またはそれ以上の親達（アーティスト）の子供としてとらえられる。男性、女性にかかわらず、一人のアーティストが親となる事もあれば、複数のアーティストがマザーに次ぐ一人の親となることもある。これは、親となるアーティストが芸名を使い、本当の正体を観客に明かさない事で成りたっている。親となるアーティストは、マザーの特性に、自分達のアイデアや特色を混ぜ合わせていく。それにより、子供達（作品同士）は強く結びつき、結果的にできあがった作品全てがマザーから派生したものとなる。

## 芸名
活動に参加するトイイストは、アルファベットの一文字を頭文字とした芸名（ペンネーム）を選択する。芸名の頭文字となる一文字は、活動に参加している他のどのトイイストにも使われていないものでなければならない。そのため、26人以上のトイイストがグループを形成する事はない。各トイイストは、それぞれのアーティストを表すアイコンを覆面化したパペット（人形）を選ぶ。実際、アーティストは世間に顔を公表していないが、この覆面が、アーティストの公共の場における顔となる。トイイスト達はマスクをする事で正体を隠し、自分の本当の顔を公共の場（写真やカメラ）にさらすことはない。
以下が、かつて活動に参加した、または、現在活動しているトイイスト達の芸名である。
| - Alfago - Amukek - Bogha - Bliissem - Cluv - Dejo - Eiiz | - Fihi - Gihili - Hribso - Iffio - Iqoy - Jaf’r - Knafoe | - Link - Lodieteb - Miku - Mwano - Nooiya - Ollafinah - Pixy | - Qooimee - Roq - Sassy - Srylyn - Toescat - UULUU - Vixyv | - Wolemeo - Wywy - Xippez - Yoza - Yicazoo - Zigowst |

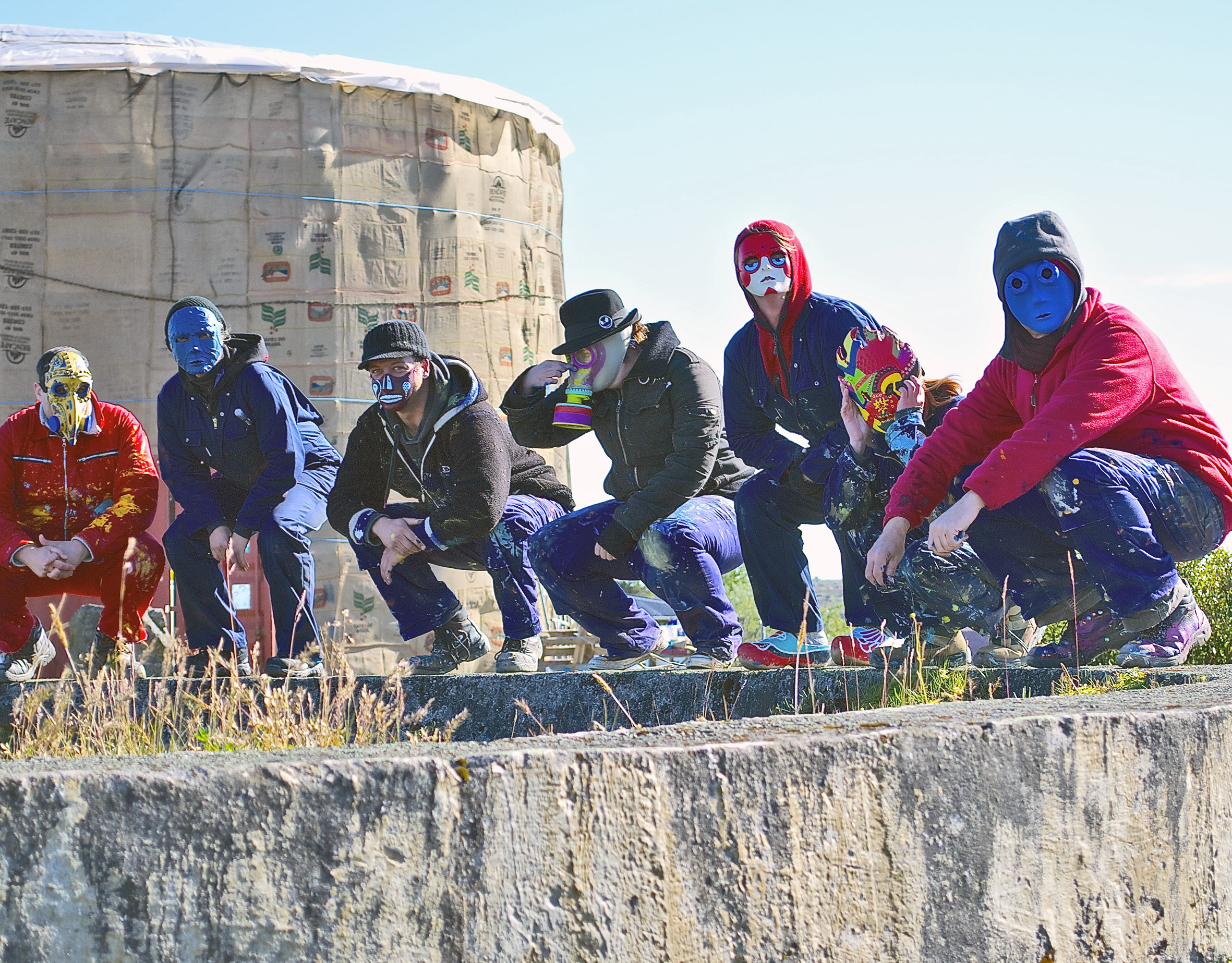
「Uppspretta」の前で
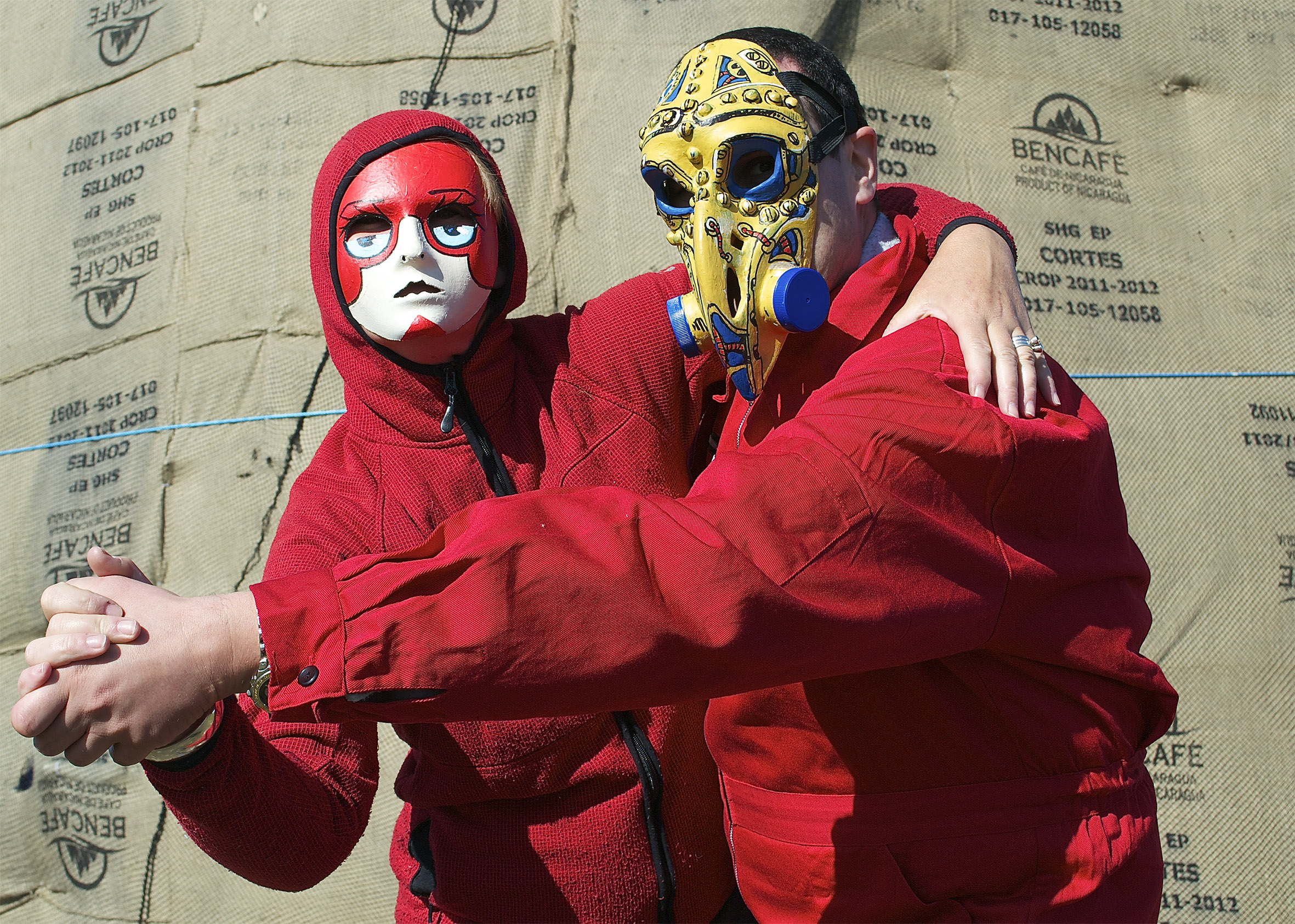
トイイストのBlissemとHribso
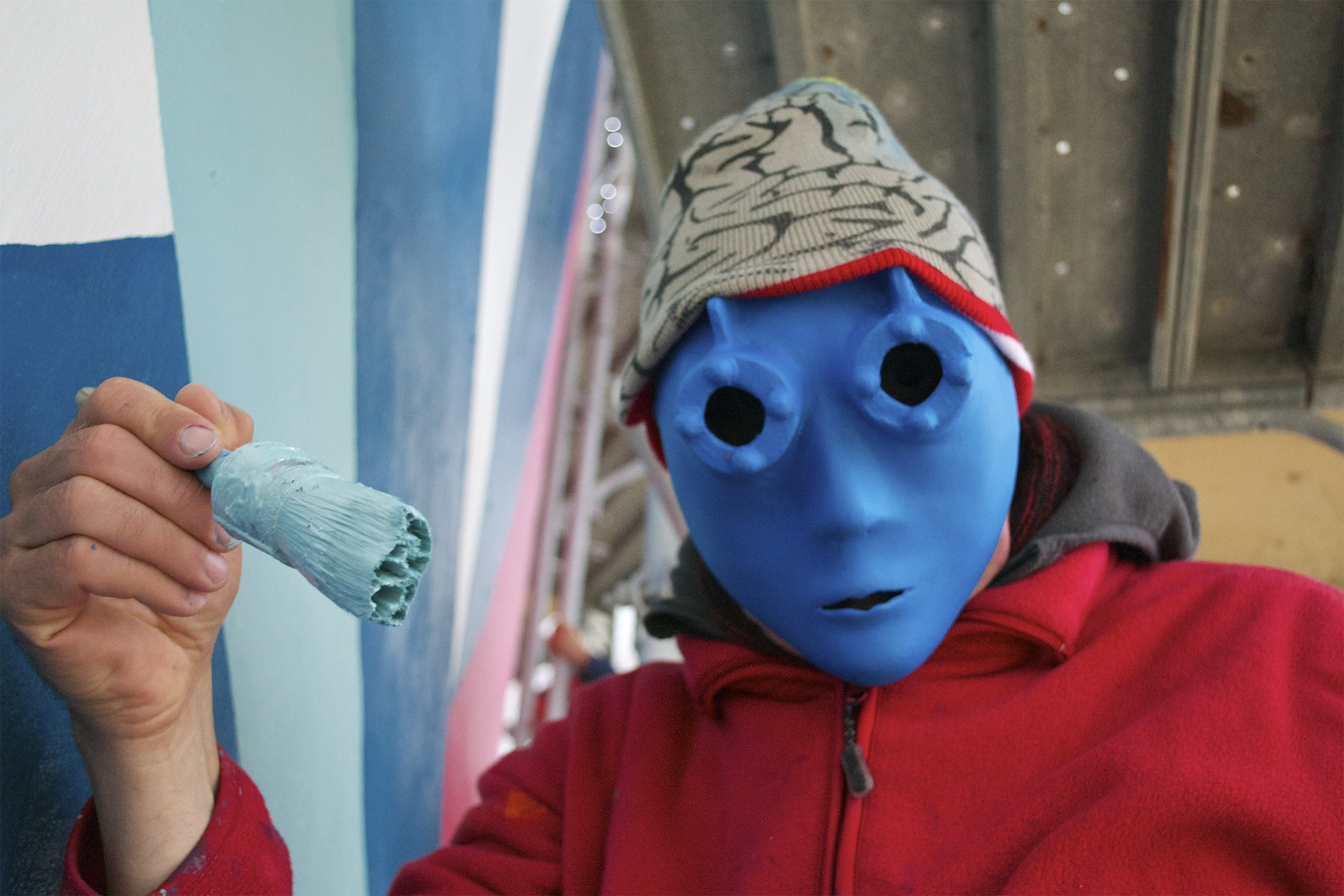
トイイストの Dejo
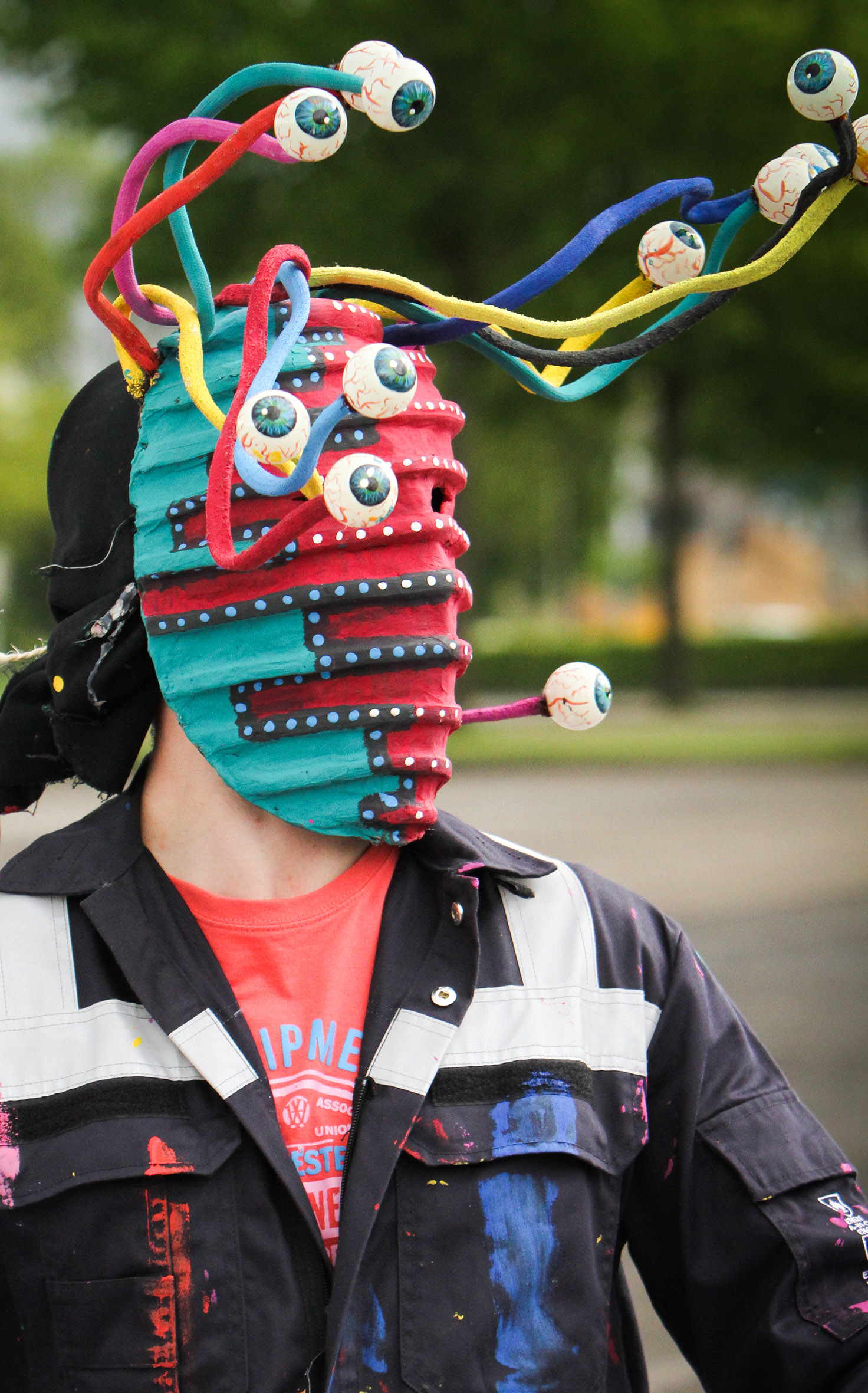
トイイストの Gihili
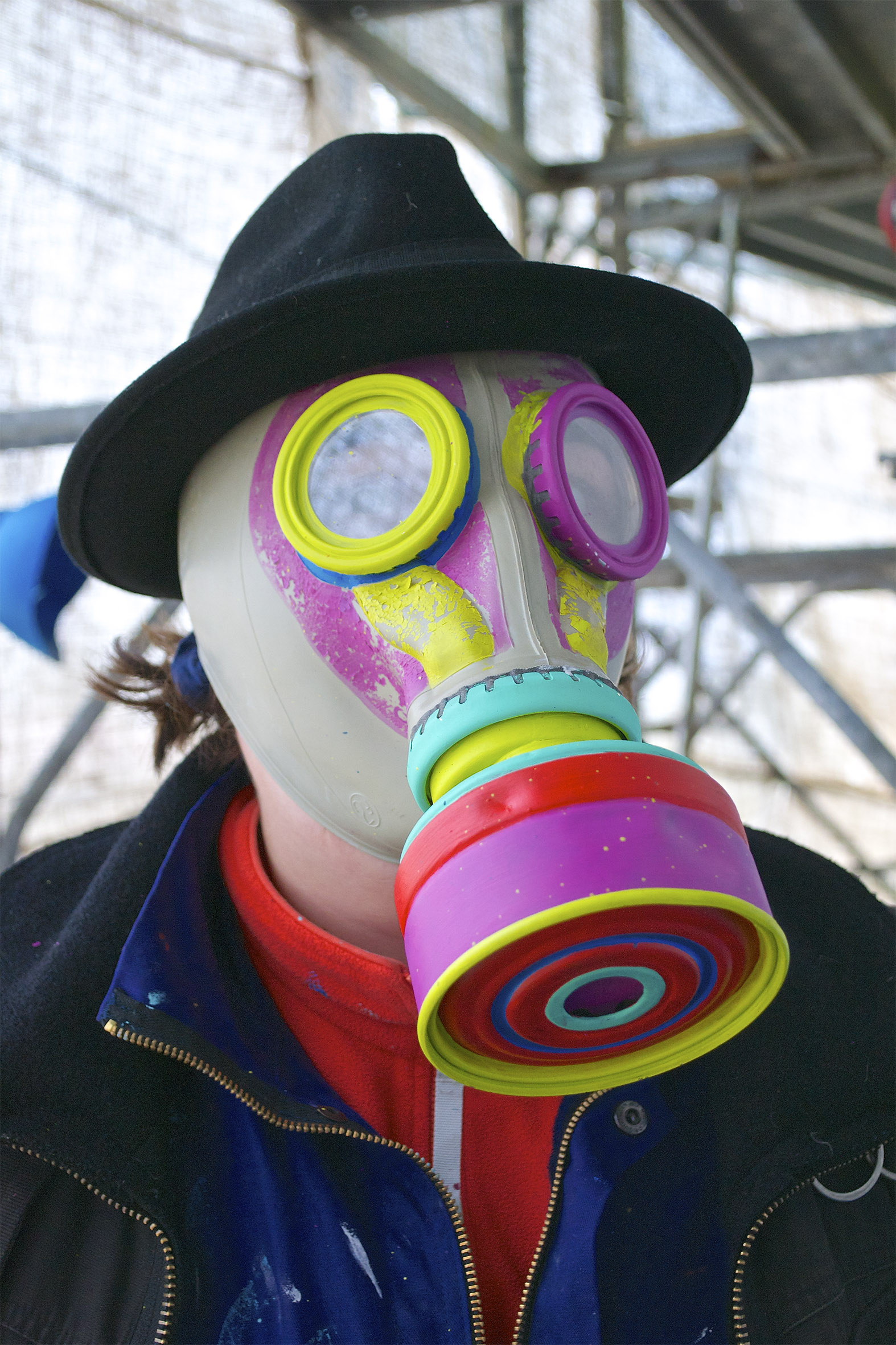
トイイストの Qooimee

## 特徴
- フィギュラティヴ
- ストーリー性がある
- 色と色は混ざらず、各色は他の色を際立たせる
- 点模様
- 一流の職人的技能
- 現代的な画題
- 一見、楽しいが、しばしば深刻な潜在的要素を秘める

## プロジェクト

### 心理ゲーム（英語:Mind Games）
このゲームは、二人のアーティストが対戦しながら、一つの作品を作り上げていくというゲームで、2004年に考案された。三目並べ、四目並べ、チェスといった既存のゲームをもとに、ゲームの参加アーティストが、２つの別々の主題（そして時には適切な副題）を持ったいくつかの断片的な作品を創作していく。ふつう、完成作品は、独立したいくつかの作品を組み合わせた物であり、異なった並べ方にする事で、異なったゲーム状態を描く事ができる。

### 点プロジェクト(英語:The Dot Project,オランダ語:De Stip)

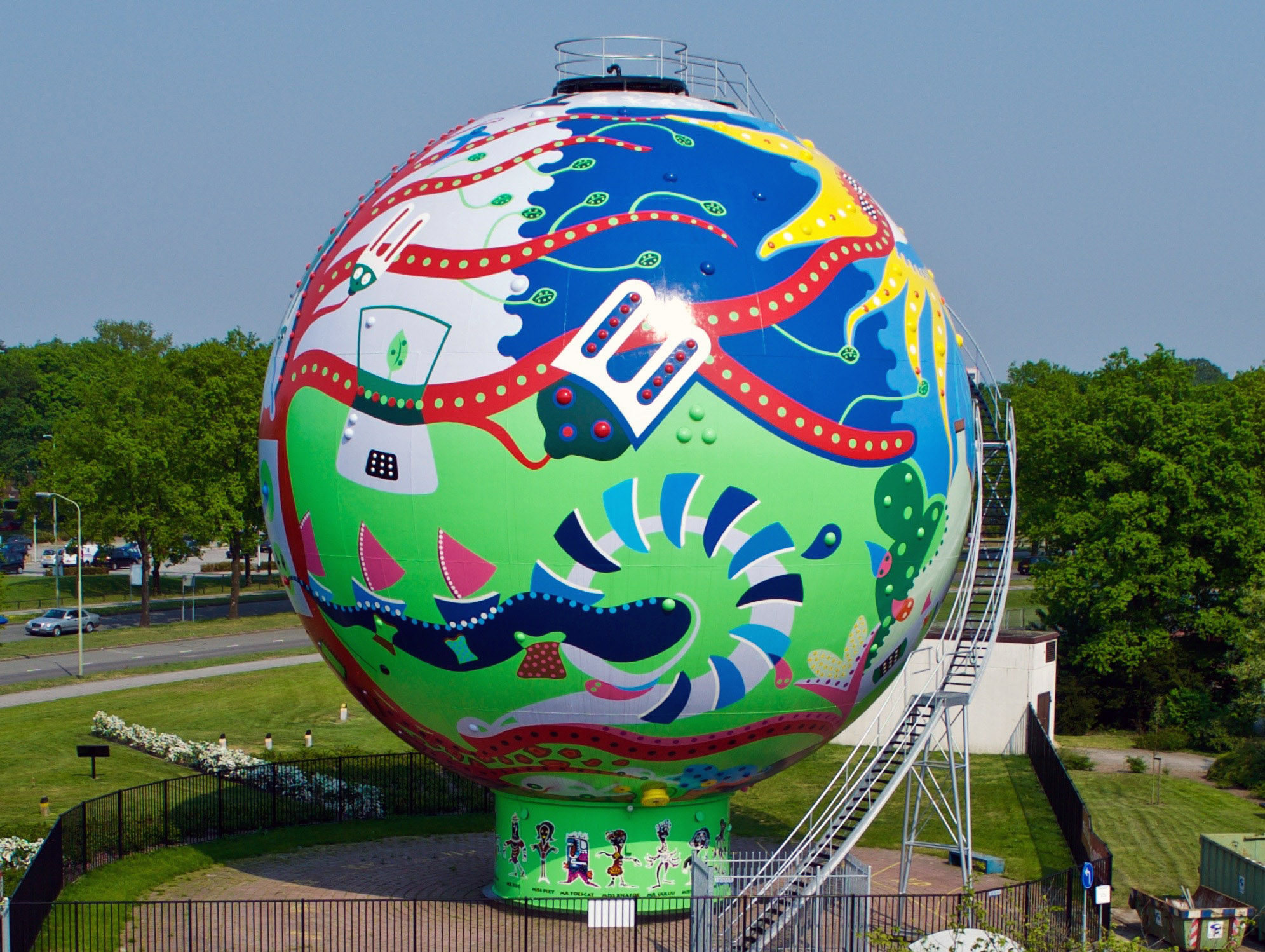
オランダ、エメンにある「The Dot」

2009年7月14日、トイイスト達は、オランダのエメンにある高さ22メートル、表面積1250平方メートルのガスコンテナをペイントするという大規模なプロジェクトに挑む。9か月（6000時間）かけて、彼らはこのガスコンテナを「エネルギーと共存する」というストーリー性を持った「英語:The Dot」という名のカラフルなアート作品に変身させた。

### トイイズム 自動車（英語:Toyism Ka）
トイイスト達は、フォード社のフォード Kaを、エメンの町を動きまわる「走るアート作品」に変身させた。最終的には、この作品は、公売期間中に一個人によって買い取られた。

### 像のパレード2010（英語:Elephant Parade 2010）
エメン動物園（Dierenpark Emmen）が75周年を迎えた2010年、エメンで像のパレードが行われた。これを機にトイイスト達は、プロジェクト「エネルギーと共存する」の延長として、太陽光発電を利用したエネルギーぞう「E-Phant (Energy-Phant)」 を設計した。E-Phantは、昼間は耳に設置された太陽光発電で電池を充電し、夜になると充電された電池を使って、各耳に備え付けられた20個のLEDライトを点灯するというものであった。

### ホテルテンケート（英語:Hotel Ten Cate）

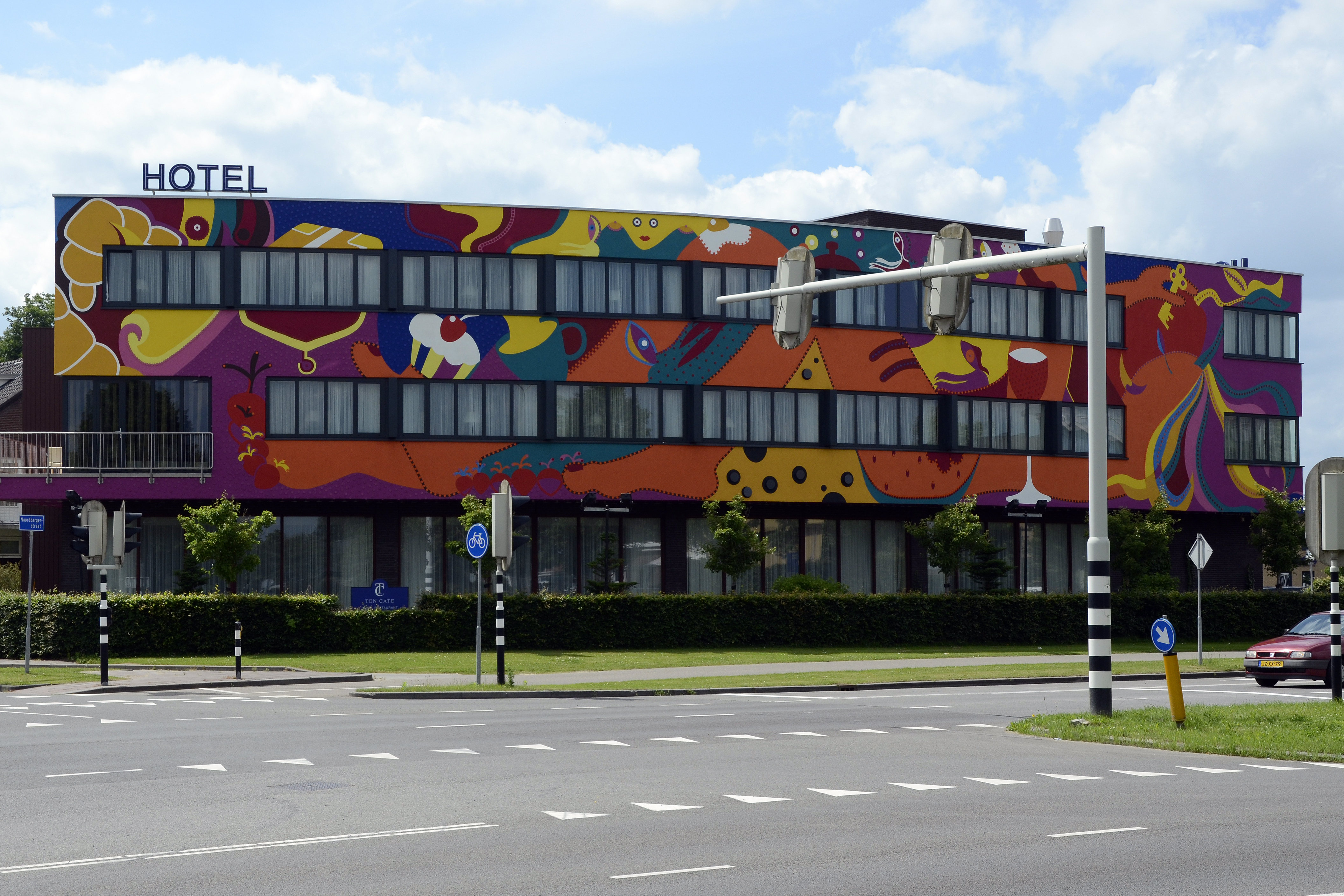
オランダのエメンにある「ホテルテンケート」

2012年、トイイスト達はエメンのホテルテンケートを巨大なアート作品に仕上げるプロジェクトにとりかかった。その年の5月16日、ホテルは外観に描かれた「朝食を夢見て(Dreams for Breakfast)」と題した巨大な絵とともに正式に生まれ変わった。外観だけでなく、彼らは客室の壁や天井にも絵を描き、「サバンナ－夢見るライオン（Savanne – The Dreaming Lion）」、「シネマ - ピアノを弾くチャーリー（Cinema – Charley Playing the Piano）」、「バルマスク－かくれんぼ（Bal Masqué – Hide and Seek）」、「海底の世界－海の秘密（Underwater world – Secrets of the Ocean）」など、客室毎に異なるテーマの絵を描いた。外観を発表した同時期にー客室、その後、同年10月には6客室、また翌年にはもっと多くの客室が、彼らの絵で飾られ、壁や天井の絵に合うようにカーテンや床も新しくなった。

### Uppspretta の伝説（Uppspretta）

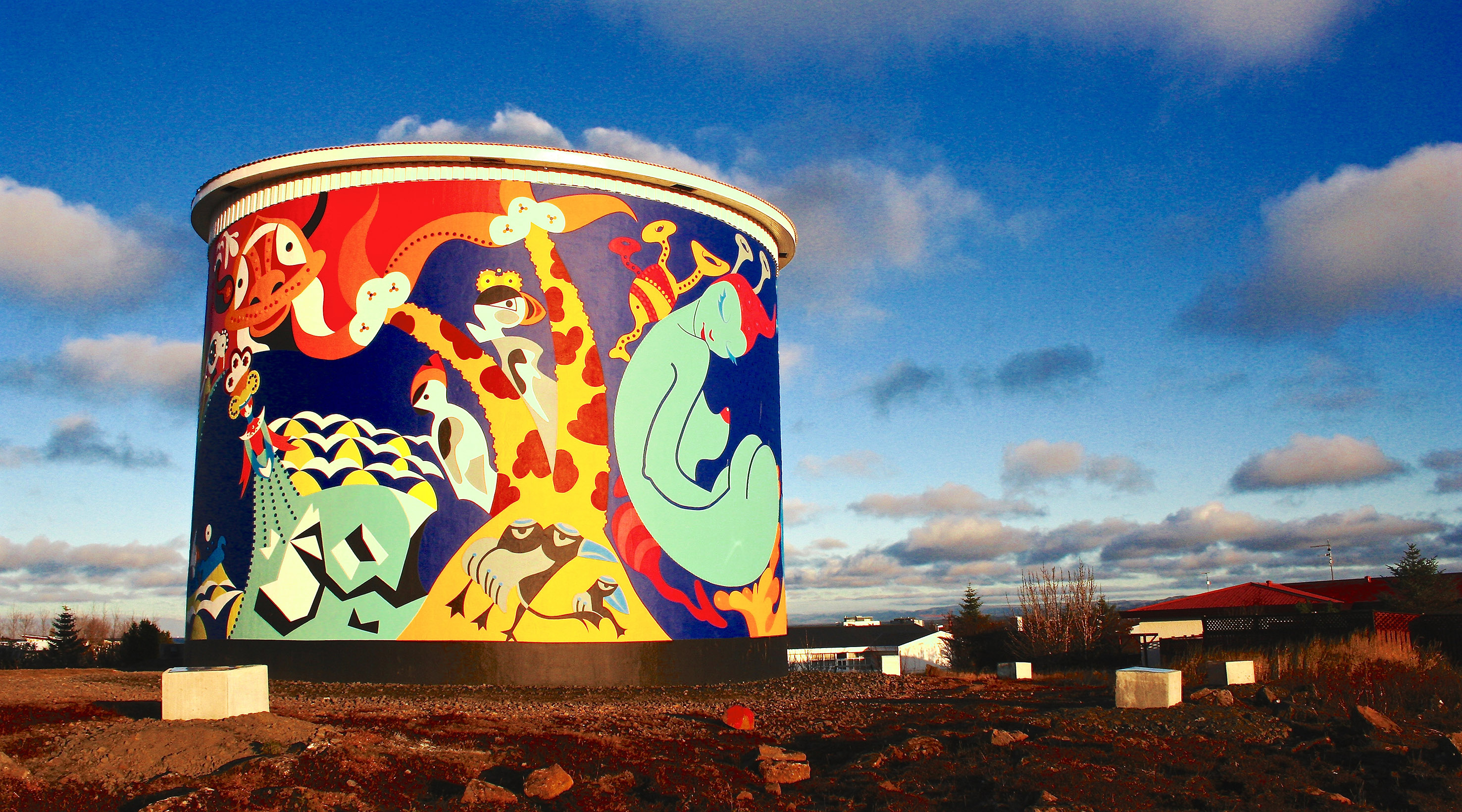
アイスランドのケプラピークにある 「Uppspretta の伝説」

トイイスト達は、アイスランドのケプラピーク（Keflavik）に放置されていた給水塔を、見事にアート作品に変身させた。それは、Uppspretta と名付けたツノメドリの伝説を描いた色とりどりの作品となった。2013年の夏、11人のトイイスト達は、悪天候に耐えながら、わずか６週間でこれを完成させた。このプロジェクトによって、彼らはアーティスト集団として、初めて海外への一歩を踏みだした。

## 代表
トイイスト達は、フローニンゲンにある「トイイズムスタジオ」の代表者となっている。

## 引用文
- 「これまでアーティスト達は、各々、独自の意図を作品の中に表現してきた。さて、これからは、各自の作品の構成構図を始点として、特定のルールにしたがって、二人のアーティストの作品が一つの作品として仕上がっていく事もありえるだろう。」[8]
- 「私がさらに興味深く感じたことは、トイイズムの現代的な感性である。自己を中心に考える個人主義の時代に生きながらも、トイイスト達は彼らをアーティストの一集団としてとらえている。この事が、まさに彼らと他のアーティスト達との違いである。」[9]
- 「基礎構造の確立、活動分野の決定、明確な合意に到達するなど、一般に大事だと信じられているが、それとは対照的に、取り決めや厳しい規定が創作の楽しさや創作課程を妨げる必要はない。トイイスト達は、創作（ゲーム）中に活動分野の境界線を知る事、そして創造的に制約を処理し、アーティスト自身と創作（ゲーム）から最高のものを引き出そうと努力する事を熟知している。実際、それが彼らにとって大切な事なのである。」[10]
- 「アーティストは数え切れないほどいるが、先端をいく人はほんの一握りである。」[11]